# Bulbophyllum elegans
Espèce
Synonymes
- Phyllorkis elegans (Gardner ex Thwaites) Kuntze (1891)[1]
- Rhytionanthos elegans (Gardner ex Thwaites) C.S. Kumar & Garay (2013)[2]

Bulbophyllum elegans est une espèce de plantes à fleurs de la famille des Orchidaceae. 
L'espèce se trouve en Inde et au Sri Lanka.

## Homonymie
- Bulbophyllum elegans (Teijsm. & Binn.) (1905), nom. illeg., est un synonyme de Bulbophyllum longiflorum Thouars (1822).

## Publication originale
- George Gardner, Enumeratio Plantarum Zeylaniae 298, 1861.